# 아크리딘
아크리딘(Acridine)은 안트라센(anthracene)으로부터 유래된 알칼로이드로서 자극적인 냄새가 나는 물질이다. 아크리딘은 색이 없거나 밝은 노란색을 띠며 녹는점은 110도이며 끓는점은 346도이다. 1870년에 독일에서 칼 그랩(Carl Grab)과 아인리히 카로(Heinrich Caro)에 의해 발견되었으며 1917년에 에를리히(Ehrlich)와 벤다(Benda)에 의해 항박테리아 효과가 있는 것으로 밝혀졌다. 2차대전 당시 많이 사용되다가 페니실린으로 인해 잊혔다가 오늘날에 다시 주목 받고 있다. 아크리딘의 유도체들은 항암, 구충, 항균 등에 효과가 있다.